# Wild (jogo eletrônico)
Wild (estilizado como WiLD) é um jogo de aventura com elementos de sobrevivência num cenário pré-histórico. Está a ser produzido por Michel Ancel no estúdio Wild Sheep Studio e será publicado pela Sony Computer Entertainment em exclusivo para PlayStation 4.

## Jogabilidade
Wild tem como cenário o Período Neolítico (6000-500 AC), num mundo com o tamanho da Europa, gerado de um modo processual. O mundo muda continuamente através da hora do dia, do tempo e das mudanças de estação. Os animais podem ser controlados usando poderes shamã. Uma vez possuídos, o jogador fica dentro do ponto de vista da criatura, e assim pode usar as características e habilidades deste. Os animais mais pequenos podem ser usados para espiar outros, enquanto os maiores podem ajudar o jogador e a sua tribo em lutas contra outros humanos.

## Produção
WiLD começou a ser produzido em 2014 no Wild Sheep Studio, um estúdio fundado por Michel Ancel. Os planos iniciais para o jogo incluíam um largo e enorme continente, clima dinâmico, variações de estações, jogo online, e a possibilidade de jogar com qualquer criatura no mundo. A primeira demonstração pública do jogo foi dada durante a Gamescom 2014. Uma nova demonstração foi exibida na conferencia de imprensa da Sony durante o Paris Games Week 2015.